# Grimmia
Grimmia ist eine Gattung von Laubmoosen aus der Familie Grimmiaceae. Der Gattungsname ehrt den deutschen Arzt und Botaniker Johann Friedrich Carl Grimm (1737–1821).

## Merkmale
Die 5 bis 40 (70) Millimeter großen Pflanzen bilden lockere Rasen bis dichte Polster. Die Blätter sind länglich-eiförmig bis lanzettlich, selten zungenförmig, konkav oder gekielt, haben eine gut ausgebildete bis zur Blattspitze reichende Blattrippe, weiters flache, nach innen gekrümmte oder zurückgebogene Blattränder und häufig eine Glasspitze. Die Lamina ist einzellschichtig bis mehrzellschichtig. Blattzellen sind an der Blattbasis kürzer oder länger rechteckig, aber nie stacheldrahtartig verdickt wie bei Racomitrium-Arten. Die Zellen der Blattmitte sind rundlich-quadratisch und gewöhnlich dickwandig.
Die Arten sind diözisch oder autözisch (Antheridien und Archegonien an verschiedenen Ästen an derselben Pflanze). Brutkörper werden bei einem Teil der Arten gebildet. Die kurze bis lange Seta ist aufrecht oder gebogen, die Sporenkapsel aufrecht bis hängend, die Kalyptra kappen- oder mützenförmig. Die Kolumella (zentrale Säule in der Sporenkapsel) verbleibt in der Kapsel und ist nicht mit dem Kapseldeckel verbunden.

## Verbreitung
Die Gattung Grimmia ist auf allen Kontinenten verbreitet. Die meisten Arten bevorzugen trockene und gemäßigten bis kalte Klimaregionen und sind Felsbewohner.

## Systematik und Arten (Auswahl)
Die Angaben über die Artenanzahl schwanken je nach Datenquelle von 95 bis 160. Nach Stech & Frey sind es weltweit zirka 110 Arten.
In Deutschland, Österreich und der Schweiz kommen die folgenden Arten vor:
- Alpen-Kissenmoos (Grimmia alpestris)
- Grimmia anodon
- Grimmia anomala
- Grimmia arenaria
- Grimmia atrata
- Grimmia caespiticia
- Grimmia crinita
- Grimmia decipiens
- Grimmia dissimulata
- Grimmia donniana
- Grimmia elatior
- Grimmia elongata
- Grimmia funalis
- Grimmia fuscolutea
- Grimmia hartmanii
- Grimmia incurva
- Grimmia laevigata
- Grimmia longirostris
- Grimmia mollis
- Grimmia montana
- Grimmia muehlenbeckii
- Grimmia orbicularis
- Grimmia ovalis
- Grimmia plagiopodia
- Polster-Kissenmoos (Grimmia pulvinata)
- Grimmia ramondii
- Grimmia reflexidens
- Grimmia teretinervis
- Grimmia tergestina
- Grimmia torquata
- Grimmia trichophylla
- Grimmia triformis
- Grimmia unicolor